# Landschaftspark Herzberge
Das gesamte ehemalige Areal rund um das Evangelische Krankenhaus Königin Elisabeth Herzberge (KEH) ist seit 2010 als Landschaftspark Herzberge bekannt. Er liegt im Berliner Bezirk Lichtenberg. Bis zum Jahr 2007 bestand das Gebiet noch aus einer Mischung von Brach-, Wirtschafts-, Wohn- und Grünflächen ohne gemeinsame Entwicklung mit vielfältigen Problemlagen. Die Agrarbörse Deutschland Ost e. V. initiierte ab 2004 zusammen mit dem Bezirksamt Lichtenberg eine Reihe geförderter Projekte zur behutsamen, naturnahen Entwicklung des Gebiets zu einem Modellvorhaben urbaner Landwirtschaft in Berlin. In verschiedenen Etappen wurden im Laufe der Jahre die unterschiedlichen Areale zusammengeführt und zu landwirtschaftlich genutzten Flächen, vernetzten Biotopen, Wegesystemen und Erholungsflächen umgestaltet. Die hauptsächlichen baulichen Umgestaltungsarbeiten waren im Jahr 2013 im Wesentlichen abgeschlossen. Die landwirtschaftliche Nutzung durch die extensive Beweidung der Flächen mit Rauhwolligen Pommerschen Landschafen geht dabei einher mit der Erhaltung und Entwicklung eines artenreichen und wertvollen Landschaftsschutzgebietes im Bezirk. Die Ausweisung des Landschaftsparks Herzberge als Landschaftsschutzgebiet wurde beim Senat von Berlin beantragt. Diesem Antrag wurde im Frühjahr 2019 entsprochen.

## Lage
Der Landschaftspark Herzberge wird umgrenzt von einem Fuß- und Radweg entlang oberirdisch verlegter Fernheizrohre (im Sprachgebrauch als Rohrdammweg bezeichnet) südlich der Landsberger Allee im Norden, der inneren Rhinstraße am Marzahn-Hohenschönhauser Grenzgraben im Osten, den Flächen der ehemaligen Kinderklinik Lindenhof und des Zentralfriedhofs Friedrichsfelde im Süden sowie dem Betriebshof Lichtenberg der Berliner Verkehrsbetriebe, der Kleingartenanlage Anschluss Röder und dem BVG-Stadion an der Siegfriedstraße im Westen. Das Kerngebiet des Landschaftsparks entstand aus dem Südgelände des KEH sowie dem früheren krankenhauseigenen Gutspark (zu DDR-Zeiten durch eine Gärtnerische Produktionsgenossenschaft genutzt) südlich der Trasse Herzbergstraße mit rund 100 Hektar. Durch den Abbau des Industrieumschlagbahnhofs Lichtenberg, der sich direkt östlich des BVG-Betriebshofs befand und der Gleisanlagen, die ihn mit der Industriebahn Tegel–Friedrichsfelde verbanden, einschließlich durch den Rückbau von Anschlussgleisen zu Industriebetrieben, sind bereits Flächen hinzugekommen, die das Gerippe für ein neues Wegesystem bilden. Einen weiteren Flächenzuwachs erhielt der Park durch Rückbau der Reste des Lichtenberger Stadions.

## Geschichte
Ein Großteil der heutigen Flächen des Landschaftsparks diente bereits der damaligen Städtischen Irrenanstalt Herzberge als landwirtschaftliche Anbau- und Beweidungsfläche mit einem zentralen Gutshof. In Werkstätten und auf landwirtschaftlichen Flächen fanden auch Patienten therapeutische Beschäftigung. Im Laufe der Entwicklung änderten sich die Nutzungen der Flächen und Gebäude bedarfsbedingt öfter. Mit der Erschließung der Neubaugebiete in Marzahn und der infrastrukturellen Anbindung erfolgten weitere Eingriffe in die historische Struktur des Geländes. Die Straßenbahnlinie, ursprünglich am Krankenhaus endend, führte man durch den Park bis nach Marzahn weiter. Das Krankenhaus blieb erhalten, die ehemaligen landwirtschaftlichen Flächen erhielten mit dem VEG Gartenbau einen neuen Nutzer. Das eröffnete hier 1981 eine großflächige Gewächshausanlage.
Die politische Wende führte zu großen Umstrukturierungen, auch auf dem Gelände des späteren Landschaftsparks Herzberge. Das VEG Gartenbau gab schrittweise die Bewirtschaftung ihrer Gewächshausanlage auf. Einige Folgefirmen und Bildungseinrichtungen nutzten die Gebäude bis Ende der 1990er Jahre, bevor ein Großteil der Fläche dem Vandalismus verfiel. Lediglich ein kleiner Teil wurde und wird weiterhin für den Gartenbau genutzt.

## Gestaltungsmaßnahmen ab 2004

### Neue landwirtschaftliche Nutzung
Nach vielen Jahren des Leerstands initiierte das Bezirksamt Lichtenberg gemeinsam mit der Agrarbörse Deutschland Ost e. V. im Jahr 2004 als „Wirtschaftsdienliche Maßnahme“ ein umfassendes Entwicklungsprojekt. Im Ergebnis dieses Prozesses zwischen Bürgern, Verwaltung, Firmen und anderen Anrainern des Geländes beschloss das Bezirksamt 2007 die Realisierung des Konzepts „Herzberge – Modell einer urbanen Landwirtschaft als Standortmotor“. Die Umsetzung erfolgte in vielen kleinen Teilprojekten und dauerte bis in die späten 2010er Jahre an. Unter anderem wird hier mit Keyline-Design zum Wasserrückhalt und zur Bewässerung experimentiert.
Im Sommer 2009 wurden die ersten 35 Rauhwolligen Pommerschen Landschafe angesiedelt. Mittlerweile weiden jährlich rund 50 Muttertiere mit ihren Lämmern auf den nahezu 20 Hektar Weideland. Die Tiere sind bei den Berlinern, vor allem bei Kindergruppen, sehr beliebt. Die Etablierung von innerstädtischer Beweidung als alternative Grünflächenpflege und Flächennutzungsform in Kombination mit Naherholung ist auch regelmäßig Gegenstand wissenschaftlicher Untersuchungen in Deutschland und beispielgebend für andere urbane Räume.
Die umfangreichen und modellhaften Entwicklungen im Landschaftspark Herzberge fanden bereits bundesweit Beachtung und wurden beispielsweise im Jahr 2010 als „ein besonderer Ort der Ideen“ im Rahmen der Initiative Deutschland – Land der Ideen ausgezeichnet.
Der eigens gegründete Förderverein Landschaftspark Herzberge vereint engagierte Bürger, interessierte Institutionen und Firmen mit dem Ziel, die Entwicklung des Landschaftsparks langfristig aktiv zu unterstützen. Kleinere Projekte wie der Natur- und Gesundheitspfad wurden bereits mit Partnern und Sponsoren umgesetzt. Zur Etablierung von öffentlichen Veranstaltungen werden die Höhepunkte wie ein Lämmerfest, die Schafschur oder das Erntedankfest zelebriert.

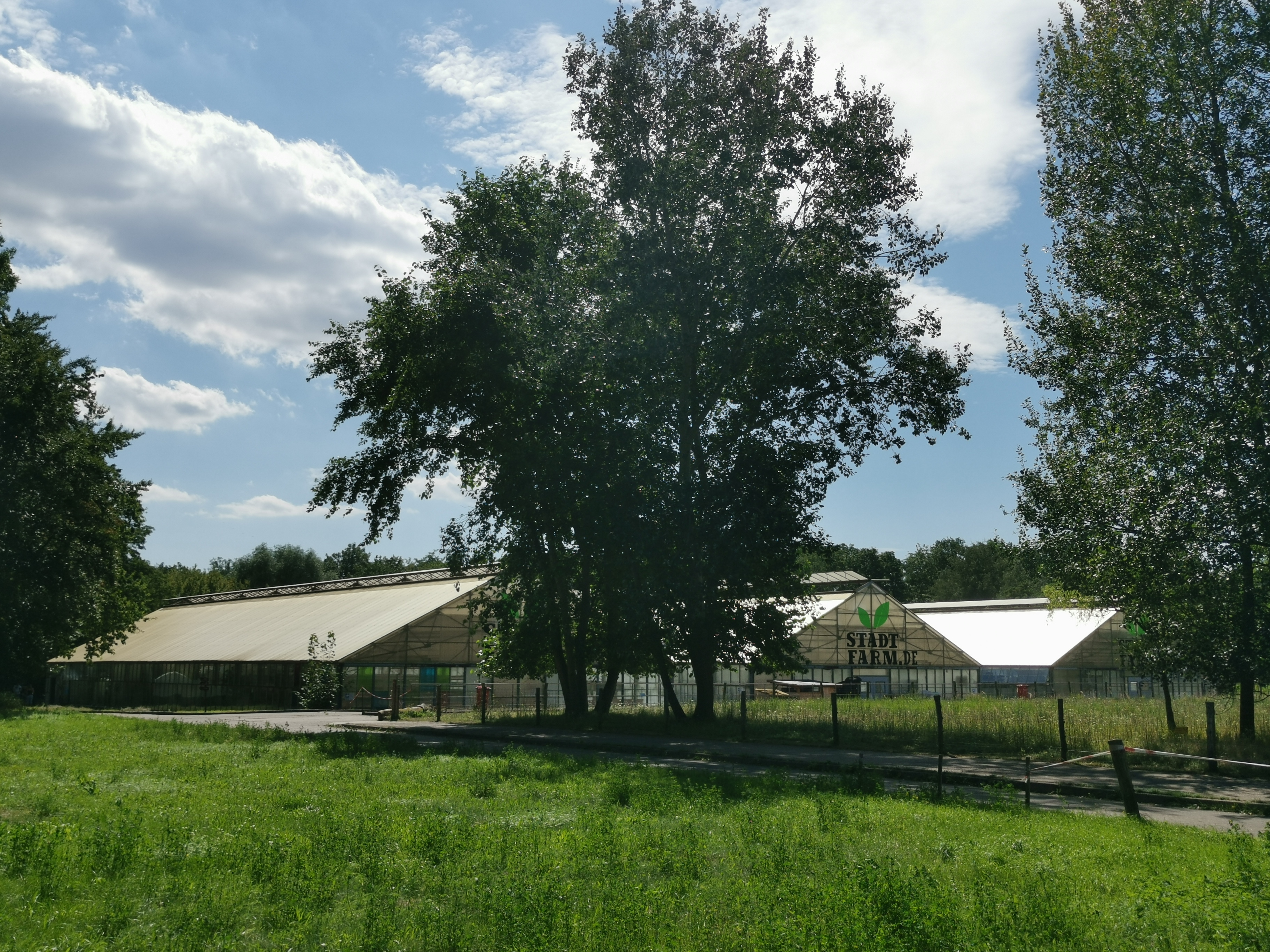
Stadtfarm im Landschaftspark

Seit Anfang 2017 ist auch die Stadtfarm im Landschaftspark Herzberge angesiedelt. In einem geschlossenen Kreislauf werden dort mithilfe der AquaTerraPonik-Technologie Fische und Gemüse gezüchtet. Die Ausscheidungen der Fische werden als Dünger für die Pflanzen genutzt, welche das Wasser reinigen, sodass es anschließend zurück zu den Fischen fließen kann. Im Besucherzentrum können sich Interessierte über die ressourcenschonende, klimafreundliche, urbane Landwirtschaft informieren und die frischen Produkte im Hofladen erwerben.
Allerdings ist das Überleben der Stadtfarm infolge der COVID-19-Pandemie stark bedroht: Die vor Ort angebotene Gastronomie brach vollständig zusammen. Als Gegenmaßnahme wurde ein Gemüsebox-Abonnement eingeführt und für den Hofladen wurden die Strukturen angepasst. Mit der Aufhebung des Lockdowns im Juni 2021 gab es massenhafte Kündigungen des Abonnements, sodass die Einnahmen wegbrachen. Letzte Rettung scheint die Umwandlung der Farm in eine Solidarische Landwirtschaft (SoLaWi), zunächst nur für die Weiterführung des Gemüseangebotes, zu sein. Der monatliche Mitgliedsbeitrag soll 75 Euro betragen, wofür es jeden Monat einen festen Gemüse-Anteil aus der aktuellen Ernte geben soll.

### Einbeziehung vorhandener Bebauung
Die vorhandenen Funktionsgebäude (Heizhaus, Garagenkomplexe, Vermarktungsgebäude) des VEG Gartenbau wurden teilweise durch den Landwirtschaftsbetrieb zu Lager- und Betriebsflächen umgenutzt. Ein kleiner Teil des ehemaligen Gartenbaubetriebes wird durch die Firma invitrotec GmbH erhalten und betrieben. Die oberirdischen Heiztrassen wurden beseitigt, ihre Betonhalter anderweitig genutzt.
Der ehemalige Rangierbahnhof Anschluss Roeder wurde 2011/2012 abgerissen und ebenfalls zu mehreren Standweiden umgebaut. Bei dieser Umgestaltung wurde eine Öffnung des Landschaftsparks Herzberge nach Süden über die Gotlindestraße geschaffen und somit das Gebiet Frankfurter Allee Nord angebunden.
Auf dem Gelände des alten Lichtenberger Stadions wurde im September 2013 eine weitere Standweide entlang eines neu entstandenen Radweges fertiggestellt, die nun ebenfalls beweidet wird.

### Fauna und Flora
Das vorhandene kleinere Waldgebiet südlich des Krankenhauses wurde ab 2008 von Müll und Schrott befreit. Natürliche Wege wurden angelegt und die einzelnen Waldabschnitte durch Benjeshecken geschützt. Der Bestand an Vögeln, Fledermäusen und anderen Tieren konnte durch diese Maßnahmen erfolgreich gehalten werden. Die natürliche Flora konnte sich wieder entwickeln. Heute ist dieses Waldbiotop ein beliebter Aufenthaltsort für Spaziergänger und Anwohner.
Auf dem Gelände des Krankenhauses Königin Elisabeth Herzberge befindet sich die namensgebende Binnendüne (Herzberg) mit dem Herzbergteich. Südlich davon liegen weitere Kleingewässer, die untereinander mit Gräben verbunden sind. Dadurch hat sich u. a. eine Population an schützenswerten Amphibien herausgebildet. Mit der Anlage weiterer Gewässer im Landschaftspark als Trittsteinbiotope für Amphibien soll in Zukunft ein umfassendes Habitat für solche Arten entstehen.

### Neues Wegesystem
Zur Erholungsnutzung des Landschaftsparks Herzberge wurde ein System von kombinierten Rad- und Fußwegen entworfen und wird schrittweise umgesetzt. Im Endausbau soll das Wegesystem den Landschaftspark umschließen und die Querung in Nord-Süd- als auch in Ost-West-Richtung ermöglichen. Zum Verweilen wurden an ausgewählten Standorten Sitzmöglichkeiten geschaffen, von denen auch Tierbeobachtungen auf den Weiden möglich sind.